# Dayot Upamecano
Dayot Upamecano, né le 27 octobre 1998 à Évreux (Eure), est un footballeur international français qui évolue actuellement au poste de défenseur au Bayern Munich.
Il est sélectionné en équipe de France depuis 2020 et participe à la Coupe du monde 2022 dont les bleus sont finaliste et à l'Euro 2024. Il remporte également la ligue des nations 2021.

## Biographie

### Jeunesse et formation
Dayotchanculle Oswald Upamecano naît le 27 octobre 1998 à Évreux. Il est issu d'une famille originaire de Guinée-Bissau. Son prénom lui est donné par ses parents en hommage à un arrière-grand-père, roi du village de Guinée-Bissau dont sa famille est originaire. Sa mère est sénégalaise. Il a quatre sœurs et un frère cadet. Il acquiert la nationalité française le 19 novembre 2002, par l'effet collectif attaché à la naturalisation de sa mère. À quinze ans, il suit des séances d'orthophonie pour surmonter des troubles de dyslexie et de bégaiement, à l'origine d'une grande timidité et de certaines difficultés à s'exprimer. 
Enfant il vivra cinq ans à Angers et débutera le football là-bas, jouant au club de La Vaillante entre ses 6 et 10 ans. De retour à Evreux, sa famille vit dans le quartier La Madeleine et Dayot joue dans les catégories U13-U15 au club d'Évreux, peu après la création de ce club, issu de la fusion en 2009 entre les deux principaux clubs de la ville: le club historique d'Évreux. Ce dernier a formé plusieurs joueurs internationaux français : Bernard Mendy, Mathieu Bodmer, Steve Mandanda et Ousmane Dembélé. Il y joue avec Just Kwaou-Mathey, futur champion français de 110 mètres haies.
Il poursuit sa formation au Valenciennes FC (chez les moins de 17), Upamecano marche sur la pointe des pieds, sans faire de bruit. « Il était très effacé, très introverti […] il n'était pas du genre à faire la fête au village comme les ados de son âge. Et sur le terrain, il avait un autre visage, il gagnait tous les duels. », raconte Madjid Belhouari, alors responsable pédagogique des jeunes Valenciennois.
Upamecano est sélectionné en équipe nationale pour la phase finale de l'Euro des moins de 17 ans 2015, remporté par les Bleuets. Il est repéré à cette occasion par plusieurs clubs européens dont Manchester United et est alors sollicité pour un transfert, ce qu'accueille favorablement le Valenciennes FC qui a besoin d'argent.

### Révélation au Red Bull Salzbourg (2015-2017)
En juillet 2015, Upamecano intègre le groupe autrichien Red Bull après avoir rencontré Ralf Rangnick, membre de sa division football, et signe au Red Bull Salzbourg, contre 2,2 millions d'euros d'indemnité. Il est immédiatement prêté au FC Liefering, club ayant le même propriétaire et qui évolue en D2 autrichienne. Il y joue ses premiers matches en professionnel lors de la saison 2015-2016 .
Il revient au Red Bull Salzbourg en première division autrichienne pour la saison 2016-2017 où il s'impose rapidement.

### Confirmation au RB Leipzig (2017-2021)
En janvier 2017, Upamecano quitte Salzbourg pour rejoindre le club allemand du RB Leipzig (pour 10 millions d'euros) qui appartient également à la société Red Bull. Il joue son premier match pour Leipzig le 4 février 2017 lors d'une rencontre de Bundesliga face au Borussia Dortmund. Il est titularisé lors de cette rencontre perdue par les siens sur le score de un but à zéro. Upamecano participe à une dizaine de matchs jusqu'à la fin de la saison. Le 9 février 2018, il inscrit son premier but professionnel lors d'une victoire à domicile (2-0) face au FC Augsbourg. En 2020, il parvient à se hisser avec ses coéquipiers en demi-finale de ligue des champions, première historique pour son club.
Sous la direction de Ralph Hasenhüttl, son entraîneur, Upamecano s'installe régulièrement dans le onze de départ du RB Leipzig lors de la saison 2017-2018, généralement associé au capitaine Willi Orban. En 2018 il est l'un des 20 finalistes du Golden Boy Award, que le journal sportif italien Tuttosport attribue chaque année au meilleur joueur U21 du monde.
Alors qu'il est courtisé par plusieurs clubs européens à l'été 2020, Upamecano prolonge son contrat avec le RB Leipzig le 31 juillet 2020, le liant avec le club jusqu'en 2023.

### Bayern Munich (depuis 2021)
Le 14 février 2021, le Bayern Munich paye la clause libératoire de 40 millions d'euros au RB Leipzig et permet à Upamecano de rejoindre le club le 15 juillet 2021,. Il joue son premier match avec le Bayern le 13 août 2021, lors de la première journée de la saison 2021-2022 de Bundesliga face au Borussia Mönchengladbach. Il est titularisé, les deux équipes se neutralisent ce jour-là (1-1).
Durant le premier semestre 2024, il perd progressivement sa place de titulaire dans la défense munichoise après plusieurs prestations ratées. Il ne démarre ainsi que trois des 13 dernières rencontres de Bundesliga et ne quitte pas le banc de touche lors de la double confrontation face au Real Madrid en demi-finale de la Ligue des champions.
En 2024-2025, le Bayern Munich change d'entraîneur, la fonction revenant à Vincent Kompany qui a été comme Upamecano défenseur central durant sa carrière de joueur. Celui-ci relance le Français qui s'impose dans la défense bavaroise. En février 2025, Christoph Freund, directeur sportif du club, dit d'Upamecano qu'il est « devenu un leader ».

### En sélection
Après avoir joué dans toutes les équipes de France jeunes de 2014 à 2020 (des moins de 16 ans aux espoirs), il est sélectionné par Didier Deschamps en équipe de France A le 27 août 2020, pour affronter la Suède et la Croatie dans le cadre de la Ligue des nations. Il est titulaire en défense avec Raphaël Varane et Presnel Kimpembe dans un 3-5-2, lors du premier match face à la Suède, où les Bleus l'emportent 1-0 au Friends Arena de Solna.
Le 8 septembre 2020, il inscrit son premier but de la tête lors d'un corner, pour son deuxième match en sélection avec l'équipe de France, contre la Croatie (4-2).
Dayot Upamecano fait partie des 26 joueurs de l'équipe de France sélectionnés pour disputer la Coupe du monde de football 2022 au Qatar. Régulièrement titulaire lors de cette compétition, il tombe cependant malade avant la demi-finale face au Maroc et est alors remplacé par Ibrahima Konaté pour cette rencontre.
Upamecano fait son retour dans le onze de Deschamps pour la finale face à l'Argentine de Lionel Messi qui se montrent particulièrement dangereux. Au terme de nombreuses combinaisons inspirées, entre Messi et Lautaro Martinez notamment, Upamecano a permis à la France de ne pas sombrer par toute sa classe défensive. Des interventions salvatrices qui n'ont pu empêcher le sacre argentin aux tirs au but.
En mai 2024, il figure dans une liste de 25 joueurs appelés par Didier Deschamps pour l'Euro 2024. 

## Statistiques
| Saison                | Club                  | Championnat           | Championnat | Championnat | Coupe(s) nationale(s) | Coupe(s) nationale(s) | Supercoupe | Supercoupe | Compétition(s) continentale(s) | Compétition(s) continentale(s) | Compétition(s) continentale(s) | Coupe du monde des clubs | Coupe du monde des clubs | Total | Total |
| Saison                | Club                  | Division              | M.          | B.          | M.                    | B.                    | M.         | B.         | Comp.                          | M.                             | B.                             | M.                       | B.                       | M.    | B.    |
| 2015-2016             | Red Bull Salzbourg    | Bundesliga            | 2           | 0           | -                     | -                     | -          | -          | -                              | -                              | -                              | -                        | -                        | 2     | 0     |
| 2015-2016             | FC Liefering (prêt)   | Erste Liga            | 16          | 0           | -                     | -                     | -          | -          | -                              | -                              | -                              | -                        | -                        | 16    | 0     |
| 2016-2017             | Red Bull Salzbourg    | Bundesliga            | 15          | 0           | 1                     | 0                     | -          | -          | C1+C3                          | 1+4                            | 0+0                            | -                        | -                        | 21    | 0     |
| Sous-total            | Sous-total            | Sous-total            | 17          | 0           | 1                     | 0                     | -          | -          | -                              | 5                              | 0                              | -                        | -                        | 23    | 0     |
| 2016-2017             | RB Leipzig            | Bundesliga            | 12          | 0           | -                     | -                     | -          | -          | -                              | -                              | -                              | -                        | -                        | 12    | 0     |
| 2017-2018             | RB Leipzig            | Bundesliga            | 28          | 3           | 2                     | 0                     | -          | -          | C1+C3                          | 5+6                            | 0                              | -                        | -                        | 41    | 3     |
| 2018-2019             | RB Leipzig            | Bundesliga            | 15          | 0           | 3                     | 0                     | -          | -          | C3                             | 4                              | 0                              | -                        | -                        | 22    | 0     |
| 2019-2020             | RB Leipzig            | Bundesliga            | 28          | 0           | 2                     | 0                     | -          | -          | C1                             | 8                              | 0                              | -                        | -                        | 38    | 0     |
| 2020-2021             | RB Leipzig            | Bundesliga            | 29          | 1           | 5                     | 0                     | -          | -          | C1                             | 7                              | 0                              | -                        | -                        | 41    | 1     |
| Sous-total            | Sous-total            | Sous-total            | 112         | 4           | 12                    | 0                     | -          | -          | -                              | 30                             | 0                              | -                        | -                        | 154   | 4     |
| 2021-2022             | Bayern Munich         | Bundesliga            | 28          | 1           | 1                     | 0                     | 1          | 0          | C1                             | 8                              | 0                              | -                        | -                        | 38    | 1     |
| 2022-2023             | Bayern Munich         | Bundesliga            | 29          | 0           | 3                     | 1                     | 1          | 0          | C1                             | 10                             | 0                              | -                        | -                        | 43    | 1     |
| 2023-2024             | Bayern Munich         | Bundesliga            | 25          | 1           | -                     | -                     | 1          | 0          | C1                             | 7                              | 0                              | -                        | -                        | 33    | 1     |
| 2024-2025             | Bayern Munich         | Bundesliga            | 20          | 2           | 2                     | 0                     | -          | -          | C1                             | 11                             | 0                              | 5                        | 0                        | 38    | 2     |
| 2025-2026             | Bayern Munich         | Bundesliga            | -           | -           | -                     | -                     | 1          | 0          | C1                             | -                              | -                              | -                        | -                        | 1     | 0     |
| Sous-total            | Sous-total            | Sous-total            | 102         | 4           | 6                     | 1                     | 4          | 0          | -                              | 36                             | 0                              | 5                        | 0                        | 153   | 5     |
| Total sur la carrière | Total sur la carrière | Total sur la carrière | 247         | 8           | 19                    | 1                     | 4          | 0          | -                              | 71                             | 0                              | 5                        | 0                        | 346   | 9     |

### En sélections nationales
| Saison                | Sélection             | Phases finales         | Phases finales | Phases finales | Phases finales | Éliminatoires | Éliminatoires | Éliminatoires | Ligue des nations | Ligue des nations | Ligue des nations | Matchs amicaux | Matchs amicaux | Matchs amicaux | Total | Total | Total |
| Saison                | Sélection             | Compétition            | M              | B              | Pd             | M             | B             | Pd            | M                 | B                 | Pd                | M              | B              | Pd             | M     | B     | Pd    |
| --------------------- | --------------------- | ---------------------- | -------------- | -------------- | -------------- | ------------- | ------------- | ------------- | ----------------- | ----------------- | ----------------- | -------------- | -------------- | -------------- | ----- | ----- | ----- |
| 2020-2021             | France                | -                      | -              | -              | -              | -             | -             | -             | 2                 | 1                 | 0                 | 1              | 0              | 0              | 3     | 1     | 0     |
| 2021-2022             | France                | Ligue des nations 2021 | 1              | 0              | 0              | 2             | 0             | 0             | -                 | -                 | -                 | -              | -              | -              | 3     | 0     | 0     |
| 2022-2023             | France                | Coupe du monde 2022    | 5              | 0              | 0              | 3             | 1             | 0             | 1                 | 0                 | 0                 | -              | -              | -              | 9     | 1     | 0     |
| 2023-2024             | France                | Euro 2024              | 6              | 0              | 0              | 2             | 0             | 0             | -                 | -                 | -                 | 3              | 0              | 0              | 11    | 0     | 0     |
| 2024-2025             | France                | -                      | -              | -              | -              | -             | -             | -             | 4                 | 0                 | 0                 | -              | -              | -              | 4     | 0     | 0     |
| Total sur la carrière | Total sur la carrière | Total sur la carrière  | 12             | 0              | 0              | 7             | 1             | 0             | 7                 | 1                 | 0                 | 4              | 0              | 0              | 30    | 2     | 0     |

### Liste des matchs internationaux
| Matchs internationaux de Dayot Upamecano | Matchs internationaux de Dayot Upamecano | Matchs internationaux de Dayot Upamecano            | Matchs internationaux de Dayot Upamecano | Matchs internationaux de Dayot Upamecano | Matchs internationaux de Dayot Upamecano    | Matchs internationaux de Dayot Upamecano                          |
|                                          | Date                                     | Lieu                                                | Adversaire                               | Résultat                                 | Compétition                                 | Notes                                                             |
| ---------------------------------------- | ---------------------------------------- | --------------------------------------------------- | ---------------------------------------- | ---------------------------------------- | ------------------------------------------- | ----------------------------------------------------------------- |
| 1.                                       | 5 septembre 2020                         | Friends Arena, Solna, Suède                         | Suède                                    | 0 - 1                                    | Ligue des nations 2020-2021                 | Titulaire.                                                        |
| 2.                                       | 8 septembre 2020                         | Stade de France, Saint-Denis, France                | Croatie                                  | 4 - 2                                    | Ligue des nations 2020-2021                 | Titulaire.                                                        |
| 3.                                       | 7 octobre 2020                           | Stade de France, Saint-Denis, France                | Ukraine                                  | 7 - 1                                    | Match amical                                | Titulaire et remplacé par Raphaël Varane à la 46e minute de jeu.  |
| 4.                                       | 10 octobre 2021                          | Stade San Siro, Milan, Italie                       | Espagne                                  | 1 - 2                                    | Phase finale de Ligue des nations 2020-2021 | Entre en jeu à la place de Raphaël Varane à la 42e minute de jeu. |
| 5.                                       | 13 novembre 2021                         | Parc des Princes, Paris, France                     | Kazakhstan                               | 8 - 0                                    | Éliminatoires de la Coupe du monde 2022     | Titulaire.                                                        |
| 6.                                       | 16 novembre 2021                         | Stade olympique d'Helsinki, Helsinki, Finlande      | Finlande                                 | 0 - 2                                    | Éliminatoires de la Coupe du monde 2022     | Titulaire.                                                        |
| 7.                                       | 25 septembre 2022                        | Parken Stadium, Copenhague, Danemark                | Danemark                                 | 2 - 0                                    | Ligue des nations 2022-2023                 | Titulaire.                                                        |
| 8.                                       | 22 novembre 2022                         | Stade Al-Janoub, Al Wakrah, Qatar                   | Australie                                | 4 - 1                                    | Coupe du monde 2022                         | Titulaire.                                                        |
| 9.                                       | 26 novembre 2022                         | Stade 974, Doha, Qatar                              | Danemark                                 | 2 - 1                                    | Coupe du monde 2022                         | Titulaire.                                                        |
| 10.                                      | 4 décembre 2022                          | Stade Al-Thumama, Doha, Qatar                       | Pologne                                  | 3 - 1                                    | Coupe du monde 2022                         | Titulaire.                                                        |
| 11.                                      | 10 décembre 2022                         | Stade Al-Bayt, Al-Khor, Qatar                       | Angleterre                               | 1 - 2                                    | Coupe du monde 2022                         | Titulaire.                                                        |
| 12.                                      | 18 décembre 2022                         | Stade de Lusail, Lusail, Qatar                      | Argentine                                | 3 - 3 4-2 t.a.b                          | Coupe du monde 2022                         | Titulaire.                                                        |
| 13.                                      | 24 mars 2023                             | Stade de France, Saint-Denis, France                | Pays-Bas                                 | 4 - 0                                    | Éliminatoires de l'Euro 2024                | Titulaire.                                                        |
| 14.                                      | 27 mars 2023                             | Aviva Stadium, Dublin, Irlande                      | République d'Irlande                     | 0 - 1                                    | Éliminatoires de l'Euro 2024                | Titulaire.                                                        |
| 15.                                      | 19 juin 2023                             | Stade de France, Saint-Denis, France                | Grèce                                    | 1 - 0                                    | Éliminatoires de l'Euro 2024                | Titulaire.                                                        |
| 16.                                      | 7 septembre 2023                         | Parc des Princes, Paris, France                     | République d'Irlande                     | 2 - 0                                    | Éliminatoires de l'Euro 2024                | Titulaire.                                                        |
| 17.                                      | 18 novembre 2023                         | Allianz Riviera, Nice, France                       | Gibraltar                                | 14 - 0                                   | Éliminatoires de l'Euro 2024                | Titulaire et remplacé par William Saliba à la 81e minute de jeu.  |
| 18.                                      | 23 mars 2024                             | Parc Olympique lyonnais, Décines-Charpieu, France   | Allemagne                                | 0 - 2                                    | Match amical                                | Titulaire.                                                        |
| 19.                                      | 5 juin 2024                              | Stade Saint-Symphorien, Longeville-lès-Metz, France | Luxembourg                               | 3 - 0                                    | Match amical                                | Titulaire et remplacé par William Saliba à la 46e minute de jeu.  |
| 20.                                      | 9 juin 2024                              | Matmut Atlantique, Bordeaux, France                 | Canada                                   | 0 - 0                                    | Match amical                                | Titulaire et remplacé par Ibrahima Konaté à la 62e minute de jeu. |
| 21.                                      | 17 juin 2024                             | Düsseldorf Arena, Düsseldorf, Allemagne             | Autriche                                 | 0 - 1                                    | Euro 2024                                   | Titulaire.                                                        |
| 22.                                      | 21 juin 2024                             | Stade de Leipzig, Leipzig, Allemagne                | Pays-Bas                                 | 0 - 0                                    | Euro 2024                                   | Titulaire.                                                        |
| 23.                                      | 25 juin 2024                             | BVB Stadion Dortmund, Dortmund, Allemagne           | Pologne                                  | 1 - 1                                    | Euro 2024                                   | Titulaire.                                                        |
| 24.                                      | 1er juillet 2024                         | Düsseldorf Arena, Düsseldorf, Allemagne             | Belgique                                 | 1 - 0                                    | Euro 2024                                   | Titulaire.                                                        |
| 25.                                      | 5 juillet 2024                           | Volksparkstadion, Hambourg, Allemagne               | Portugal                                 | 0 - 0 3-5 t.a.b                          | Euro 2024                                   | Titulaire.                                                        |
| 26.                                      | 9 juillet 2024                           | Munich Football Arena, Munich, Allemagne            | Espagne                                  | 2 - 1                                    | Euro 2024                                   | Titulaire.                                                        |
| 27.                                      | 9 septembre 2024                         | Parc Olympique lyonnais, Décines-Charpieu, France   | Belgique                                 | 2 - 0                                    | Ligue des nations 2024-2025                 | Titulaire.                                                        |
| 28.                                      | 14 novembre 2024                         | Stade de France, Saint-Denis, France                | Israël                                   | 0 - 0                                    | Ligue des nations 2024-2025                 | Titulaire.                                                        |
| 29.                                      | 20 mars 2025                             | Stade de Poljud, Split, Croatie                     | Croatie                                  | 2 - 0                                    | Ligue des nations 2024-2025                 | Entre en jeu à la place d'Ibrahima Konaté à la 46e minute de jeu. |
| 30.                                      | 23 mars 2025                             | Stade de France, Saint-Denis, France                | Croatie                                  | 2 - 0 5-4 t.a.b                          | Ligue des nations 2024-2025                 | Titulaire.                                                        |

### Buts internationaux
| Buts en sélection de Dayot Upamecano | Buts en sélection de Dayot Upamecano | Buts en sélection de Dayot Upamecano | Buts en sélection de Dayot Upamecano | Buts en sélection de Dayot Upamecano | Buts en sélection de Dayot Upamecano | Buts en sélection de Dayot Upamecano | Buts en sélection de Dayot Upamecano  | Buts en sélection de Dayot Upamecano | Buts en sélection de Dayot Upamecano |
|                                      | Date                                 | Lieu                                 | Adversaire                           | Score                                | Résultat                             | Notes                                | Compétition                           | Sel.                                 |                                      |
| ------------------------------------ | ------------------------------------ | ------------------------------------ | ------------------------------------ | ------------------------------------ | ------------------------------------ | ------------------------------------ | ------------------------------------- | ------------------------------------ | ------------------------------------ |
| 1.                                   | 8 septembre 2020                     | Stade de France, Saint-Denis, France | Croatie                              | 3 - 2                                | 4 - 2                                | 65e de la tête                       | Ligue des nations de l'UEFA 2020-2021 | 2e                                   |                                      |
| 2.                                   | 24 mars 2023                         | Stade de France, Saint-Denis, France | Pays-Bas                             | 2 - 0                                | 4 - 0                                | 8e du pied droit                     | Éliminatoires de l'Euro 2024          | 13e                                  |                                      |

## Palmarès

### En club
Dayot Upamecano commence sa carrière professionnel au RB Salzbourg avec qui il est champion d'Autriche à deux reprises en deux saisons et remporte la Coupe d'Autriche. Parti ensuite au RB Leipzig, il ne remporte aucun titre malgré deux finale de Coupe d'Allemagne en 2019 et 2021.
Il rejoint ensuite le Bayern Munich, il remporte dès son premier match la Supercoupe d'Allemagne avant d'être champion d'Allemagne en fin de saison. Il est de nouveau Champion l'année suivante après avoir remporté une deuxième Supercoupe d'Allemagne.
Après une saison 2023-2024 sans aucun titre, il est de nouveau sacré champion d'Allemagne en 2025 et remporte la Supercoupe d'Allemagne pour la troisième fois.
| RB Salzbourg (3)                                                                                       | RB Leipzig                                                                                       | Bayern Munich (6) |
| --- | ------------------------------------------------------------------------------------------------ | --- |
| - Championnat d'Autriche (2) : - Champion en 2016 et 2017 - Coupe d'Autriche (1) : - Vainqueur en 2016 | - Bundesliga : - Vice-Champion en 2017 et 2021 - Coupe d'Allemagne : - Finaliste en 2019 et 2021 | - Bundesliga (3) : - Champion en 2022, 2023 et 2025 - Supercoupe d'Allemagne (3) : - Vainqueur en 2021, 2022 et 2025 - Finaliste en 2023 |

### En sélection
En équipe de France, il remporte l'Euro des moins de 17 ans en 2015.
Avec l'équipe de France, il compte 30 sélections pour deux buts et remporte la Ligue des nations en 2021 avant d'être finaliste de la Coupe du monde en 2022. Il participe également à l'Euro 2024.
| Équipe de France -17 ans (1)                       | Équipe de France (1)                                                             |
| -------------------------------------------------- | -------------------------------------------------------------------------------- |
| - Championnat d'Europe -17 ans - Vainqueur en 2015 | - Coupe du monde : - Finaliste en 2022 - Ligue des nations : - Vainqueur en 2021 |

### Distinctions personnelles
- Membre de l'équipe-type du Championnat d'Europe des moins de 17 ans 2015[30]
- Membre de l'équipe type de la Ligue des champions de l'UEFA en 2020[31]
- Membre de l'équipe-type ESM en 2020[32]